# Пирятин
Пиря́тин — місто в Україні, адміністративний центр Пирятинської міської громади Лубенського району Полтавської області. Населення становить — 16 650 осіб. Площа території під управлінням  міської ради до 2016 року 7228 га (72,28 км²). Фактична площа самого міста становить  1800 га або 18 км² Історичне населене місце

## Географія

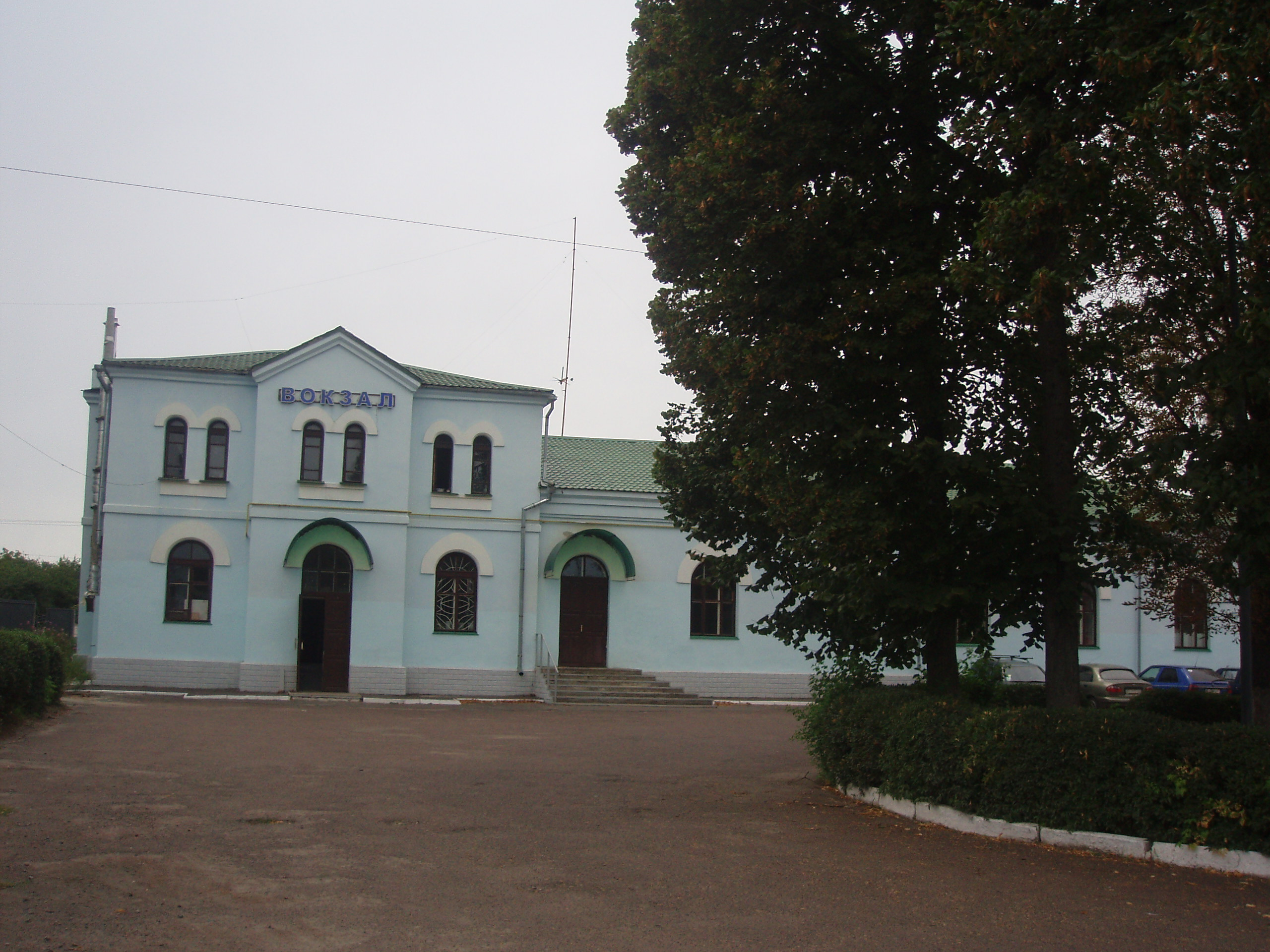
Вокзал залізничної станції Пирятин

Місто Пирятин розташоване на правому березі річки Удай. Вище за течією на відстані ~ 1 км розташовані села Верхоярівка, Ївженки та Замостище, нижче за течією на відстані 3 км — село Мала Круча, на протилежному березі — село Заріччя. Річка в цьому місці звивиста, утворює лимани, стариці та заболочені озера. Поруч проходять автомобільні дороги E40 (М03), Т 2501 та Р60, залізниця, станція Пирятин.

## Назва
Довкола походження назви Пирятина існує декілька гіпотез. Найвірогіднішою вважалася версія філолога Олексія Соболевського, згідно з якою вона походить від слова «Пирят», скороченого варіанту імені київського боярина Пирогоста, який володів поселенням у районі сучасного Пирятина у 11 — 12 століттях.
Але історія будівництва Пирятина, як укріплення ще раніше у X столітті здійснена від нападу степовиків більш за все вождем сіверян Русом, який згаданий візантійським письменником Симеоном Метафрастом, а також у «Великій хроніці про Польщу, Русь та їх сусідів», дає виділити ще одну найбільш вирогідну гiпотезу назви Пирятина. Так, городок Русотин на Трубежі збудував Рус і, одночасно з'явився Яготин на Супої та Пирятин на річці Удай. Сиверяни додавали до назви оборонних міст слово ТИН, адже на той час укріплення обносились високим гостроколом і тодішні оборонні городки-укріплення Пирятин і Яготин у назві розкривають своє призначення: ПИРЯ (гостріє) і ЯГО (височінь), а ТИН – огорожа, укріплення: гострий тин - Пирятин і відповідно високий тин - Яготин.[ангажоване джерело].

## Історія

### Від першої згадки до кінця XVIII століття
Пирятин вперше згадується у Лаврентіївському літописі під 1155 роком. Це було руське укріплене місто, що належало Переяславському князівству, за яке точилася боротьба між Мстиславом Ізяславичем, князем переяславським і волинським, та Глібом Юрійовичем, претедентом на преяславський стіл.
Ймовірно, 1239 року знищений військами монголів, але незабаром відновлений — згадується під 1261 рік як великий населений пункт у складі об'єднаної Сарайської єпархії, під контролем Золотої Орди.
Після битви на Синіх Водах (1362) підпав у складі Посульського краю під вплив Великого князівства Литовського.
З кінця 14 до початку 16 століття роками значна територія Лівобережжя, включно з Пирятином, належала до володінь княжого роду Глинських, вихідців із половців, які прийняли православ'я і обороняли кордони Литви від нападів татар і московитів. За урядування Глинських на території Полтавщини, і, вочевидь, у Пирятині з'являються козаки.

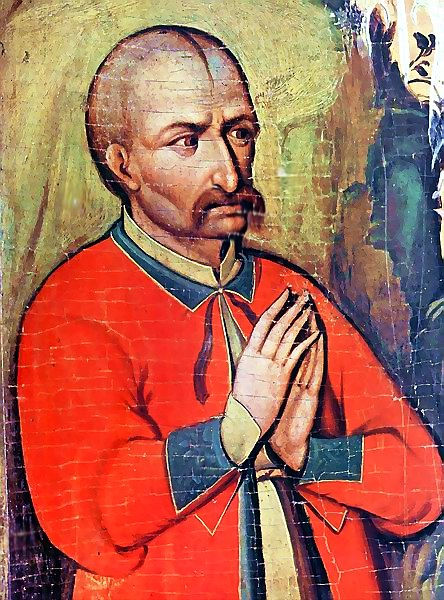
Портрет Леонтія Свічки

Із входженням Полтавщини після Люблінської унії (1568) до Корони Польської, Пирятин 1578 року на прохання князя Михайла Вишневецького був переданий королем Стефаном Баторієм шляхтичу Михайлу Грибуновичу-Байбузі.
1592 року Пирятин перейшов до рук черкаського старости, окатоличеного українського магната князя Олександра Вишневецького, якому за указом польського короля Сигізмунда III було надано привілей на запровадження в Пирятині Магдебурзького права і герба (стріла на міській печатці), тоді ж була зроблена невдала спроба перейменувати місто на Михайлів, але назва не прижилася. Пирятин був значним козацьким центром. Ще у 1619 р. до московського полону потрапило 10 козаків полку Яцька Люберського з Пирятина. Відомо також, що у 1632 р. князь Ярема Вишневецький приїздив до Пирятина, щоб організувати козацький похід проти татар, але «черкесы ево не послушали, с ним не пошли». У 1-й половині XVII століття Пирятином володів князь Ярема Вишневецький. За свідченням єврейського хроніста Натана Ганновера, різанина, що її вчинили у місті повстанці 1648 року, була, поряд з різаниною у Лубнах, найбільшою в ті часи.
З 1648 р. — сотенне місто Кропивненського полку, а 1658 року віднесене до Лубенського. 1683 року пожежа знищила значну частину міста.
У листопаді 1708 року козаки під керівництвом старшини Свічки (одного з синів колишнього лубенського полковника Леонтія Свічки) не здали місто шведським військам.

### У Російській імперії, визвольні змагання, встановлення влади рад
1781 року Пирятин згідно з указом Катерини II став центром новоствореного Пирятинського повіту Київського намісництва. Того ж року коштом полкового осавула Андрія Ільченка зведено мурований Собор Різдва Пресвятої Богородиці. У наступному (1782) затверджено герб Пирятина (відновлений у 2004) і складено перший план забудови.
1796 року Пирятин із повітом віднесено до Малоросійської губернії, а 1802 року ввійшов до Полтавської губернії.
На початку XIX століття у Пирятині щопонеділка і щоп'ятниці відбувалися базари, влаштовувалося 4 ярмарки на рік. 1814 року було засноване повітове училище.
Протягом 1843–1859 років Пирятин декілька разів відвідував український поет і мислитель Тарас Шевченко.
1864 року засновано Пирятинське земство, виконавчим органом якого була повітова управа, за 10 років (1874) створено Пирятинську виборну Думу з виконавчим органом — міською управою (обидва ліквідовані у лютому 1918 року).
1885 року в місті почала діяти поштово-телеграфна контора, а 1894 року через Пирятин пролягла гілка Києво-Воронезької залізниці. Розвивався дрібний капіталізм — станом на 1895 рік у місті налічувалось 19 дрібних фабрик і заводів (по повіту в цілому 43).
На початку ХХ століття у Пирятині відкрилась і діяла низка навчальних закладів — сільська реміснича майстерня (1903), жіноча гімназія (1907), чоловіча гімназія (1912), вище початкове училище (1914).
1906 року була заснована Пирятинська організація РСДРП.
У березні 1917 року утворено Пирятинську Раду робітничих депутатів, у липні — Пирятинську повітову Раду робітничих, селянських і солдатських депутатів, яка на своєму пленарному засіданні III Універсал Центральної Ради.
Січень 1918 року — у Пирятині (і повіті) вперше встановлено радянську владу, проте вже у березні повіт зайняли українсько-німецькі війська, викинувши звідти більшовиків.
Наприкінці квітня 1918, внаслідок Гетьманського перевороту Пирятин опиняється в складі Української Держави гетьмана Павла Скоропадського.
Незабаром після початку антигетьманського повстання Пирятин знову окупують більшовицькі війська.
У березні 1919 року відбувається повстання караульної роти в Пирятині проти радянської окупації.
У серпні 1919 року Пирятин перебував у руках денікінців.
5 грудня 1919 року місто остаточно захопили більшовики. Хоча й1920 року в місті діяв український підпільний комітет з підготовки збройного виступу проти совєтів.

### Перший радянський період
З березня 1923 року Пирятин — районний центр Прилуцької округи.
1926 року утворено Пирятинську міську раду.
У 1929—1931 роках у районі здійснюється суцільна колективізація сільського господарства.
1930 року Пирятинський район віднесено до Лубенської округи Харківської області.
На початку 1930-х років у Пирятині — засновані і працюють сирзавод, меблева фабрика, МТС.
Пирятинщина потерпала від Голодомору 1932—1933 років, її населення зазнало політичних репресій (від 1937 року). Під час проведеного радянською владою Голодомору 1932—1933 років померло щонайменше 189 жителів міста.

### Друга світова війна
У Другу світову війну Пирятин перебував у складі Райхскомісаріату Україна рівно 2 роки — від 18 вересня 1941 року до 18 вересня 1943 року. За цей час, у період з 1 вересня 1942 до 18 вересня 1943 року, місто було адміністративним центром Пирятинського ґебіту. 19 вересня 1943 року 309-й і 237-й стрілецьким дивізіям Червоної Армії генерал-майора Д. Ф. Дрьоміна і полковника П. М. Мароля, які відзначилися при визволенні Пирятина, наказом Сталіна було присвоєно найменування «Пирятинських». У 1944 році Пирятинський аеродром став одним з кінцевих пунктів операції «Френтік».

### Другий радянський період
1946 року свою роботу відновили практично всі підприємства Пирятина, що працювали до війни.
1952 року на автостанції «Пирятин» збудовано водонапірну башту оригінальної конструкції, яка уславилась завдяки зйомкам тут 1963 року Київською кіностудією кінокомедії «Королева бензоколонки».
4 листопада 1967 року в Пирятині відкрито новобудову — районний Будинок культури, а 1971 року почалась газифікація міста.

### За незалежності України
У серпні-вересні 1991 року у Пирятині і ряді сіл району відбулися мітинги і збори на підтримку Акту проголошення Незалежності України, 13 жовтня того ж року на зібранні інтелігенції району утворено блок демократичних сил на його підтримку, і нарешті 19 листопада 1991 року сесія Пирятинської райради ухвалила власне рішення про його схвалення.
На Всеукраїнському референдумі 1 грудня 1991 року 95,7 % виборців Пирятинщини висловились за незалежність України.
25 червня 1994 року в Пирятині відбулася зустріч з Президентом України Л. М. Кравчуком.
Рік вступу до Асоціації міст України (АМУ) — 1996.
2003 року На околиці Пирятина на автомагістралі Київ-Харків через залізницю здано в експлуатацію шляхопровід з транспортною розв'язкою.
У вересні 2004 року відбулися урочисті, святково-мистецькі дійства і спортивні змагання з нагоди 850-річного ювілею Пирятина.
17 вересня 2016 року Святійший Патріарх Київський і всієї Руси-України Філарет в Пирятині освятив храм на честь Святителя Миколая архієпископа Мир Лікійських чудотворця.

## Населення
- 1805 — 2 627 мешканців;
- 1810 — 3 720 мешканців;
- 1859 — 4 355 мешканців;
- 1897 — 8 022 мешканців; з них 3938 чоловіків і 4084 жінок[11];
- 1926 — 12 212 мешканців;
- 1939 — 13 918 мешканців;
- 1989 — 18 100 мешканців;
- 2001 — 16 600 мешканців;
- 2010 — 17 900 мешканців;
- 2019 — 15 391 мешканців;
- 2023 — 16 650 мешканців.

### Національний склад
Національний склад населення за даними перепису 2001 року:
| Національність  | Відсоток |
| --------------- | -------- |
| українці        | 93,23 %  |
| росіяни         | 5,85 %   |
| білоруси        | 0,31 %   |
| вірмени         | 0,11 %   |
| молдовани       | 0,11 %   |
| інші/не вказали | 0,39 %   |

### Мова
За даними перепису населення 2001 року у місті проживали 16 560 мешканців, в той час, як в Пирятинському районі — 36,5 тис. осіб.
Рідною мовою назвали:
| Мова       | Кількість осіб | Відсоток |
| ---------- | -------------- | -------- |
| українська | 15469          | 93,41 %  |
| російська  | 1038           | 6,27 %   |
| білоруська | 18             | 0,11 %   |
| вірменська | 12             | 0,07 %   |
| молдовська | 7              | 0,04 %   |
| інші       | 16             | 0,10 %   |

## Економіка
Пирятин є важливим промисловим і транспортним осередком Полтавської області. Тут розташовані численні підприємства харчової промисловості (продукція сирзаводу є широко відомою в країні), аграрні фірми, низка обробних, геологорозвідувальних і ремонтних підприємств. Вдале географічне розташування міста, зокрема і на трасі «Київ — Харків» робить місто транспортним вузлом.

### Промисловість
Головні підприємства Пирятина:

Пирятинський сирзавод

- Приватне акціонерне товариство «Пирятинський сирзавод»;
- ДП ДАК «Хліб України» «Пирятинський комбінат хлібопродуктів»;
- Публічне акціонерне товариство «Пирятинський м'ясокомбінат» (занедбаний);
- ВАТ «Пирятинський ливарно-механічний завод»;
- ТОВ «Пирятиндрев»;
- Пирятинська філія ВАТ «Полтаваобленерго»;
- Пирятинська філія ПАТ «Укрнафта» (нафтобаза «Пирятинська»);
- Пирятинська нафтогазорозвідувальна експедиція НАК «Надра України» ДП «Чернігівнафтогазгеологія»;
- ТОВ «Пирятинський делікатес»;
- ТОВ «Пирятинагроконсерв»;
- ТОВ «Сільськогосподарське підприємство комбікормовий завод»;
- ТОВ «Вірджин»;
- ТОВ «ПКЗ — АГРО»;
- ТОВ «Агросервіс»;
- Пирятинське ВАТ «Ремонтно-транспортне підприємство»;
- Міжгосподарське інкубаторно-птахівниче підприємство.

### Транспорт

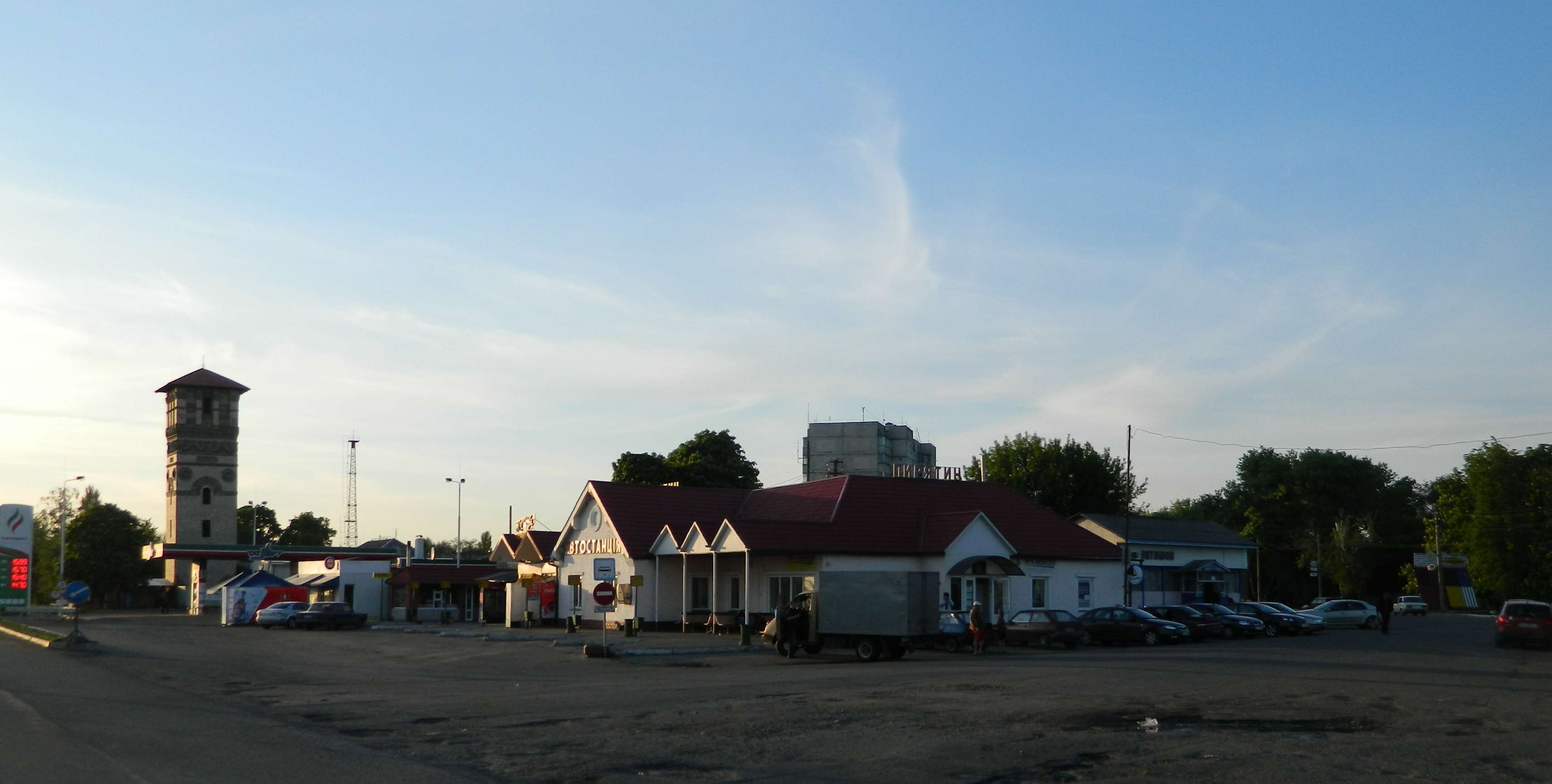
Автобусна станція «Пирятин»

Географічне розташування Пирятина на межі Полтавської області з Київською та Чернігівською, а головне на перетині низки автодоріг, зокрема і «Київ-Харків» визначили важливість міста як транспортного вузла.
Залізнична станція «Пирятин», крім функції пасажироперевезень, має у своєму розпорядженні навантажувально-розвантажувальну дільницю.
Важливе значення для міжміських перевезень, зокрема для сполучення зі столицею та облцентром, є автостанція Пирятин ВАТ «Полтаваавтотранс».
Автобусний транспорт у Пирятині виконує і внутрішні перевезення. У місті також діють декілька приватних служб таксі.
У Пирятині працює ВАТ «Пирятинське АТП-15343».

## Медицина

Пирятинська поліклініка

У Пирятині медичне обслуговування населення здійснюють:
- Пирятинська центральна районна лікарня з цілодобовим перебуванням хворих на 200 ліжок (вул. Визволення, 54; головний лікар Гаркавенко О. М.), у структурі якої функціонують відділення: хірургічне, терапевтичне, пологове, гінекологічне, дитяче, інфекційне, паталогоанатомічне, приймальне.

У структурі амбулаторно-поліклінічної служби функціонують:
- поліклінічне відділення центральної районної лікарні на 500 відвідувань (вул. Визволення, 5);
- дитяча консультація (вул. Соборна, 33)
- стоматологічне відділення (вул. Соборна, 33).

## Освіта

Пирятинський ліцей № 4

У Пирятині діє система дошкільних, шкільних і позашкільних закладів освіти.
У місті працюють 5 дитсадків — «Пролісок», «Берізка», «Ромашка», «Сонечко» і «Червона шапочка».
Загальноосвітні заклади Пирятина:
- Пирятинський ліцей (вул. Визволення, 2а);
- Пирятинський ліцей № 4 (вул. Європейська, 2а);
- Пирятинський ліцей № 6 (вул. Гагаріна, 84);
- Філія Пирятинського ліцею (вул. Зоряна, 116).

Позашкільні заклади освіти міста:
- Будинок дитячої та юнацької творчості (вул. Пушкіна, 33);
- Дитячо-юнацька спортивна школа (вул. Визволення, 2а);
- Станція юних техніків (вул. Січових Стрільців, 34);
- Школа-гімназія естетичного виховання (вул. Соборна).

## ЗМІ
У Пирятині засновані та здійснюють свою діяльність наступні засоби масової інформації:
- друковані ЗМІ (газети): газета-щотижневик «Пирятинські вісті», перший номер якої вийшов у вересні 1991 року;
- суспільно-політична газета "Свіжий Апельсин" та інтернет-видання gazeta-apelsin.com

## Культура

Пирятинська худшкола (ШГЕВ)

Колишній кінотеатр

Культурно-мистецьку діяльність у Пирятині здійснюють клубні заходи, у тому числі районний будинок культури, декілька бібліотек, зокрема і Пирятинський краєзнавчий музей(відкритий 1967 року), школа-гімназія естетичного виховання.
Головним закладом культури міста і району є Пирятинський районний будинок культури, при ньому, зокрема діють різноманітні гуртки, творчі колективи, серед яких народний самодіяльний хоровий колектив «Пирятин» (керівник Володимир Луценко, звання народного присвоєно 1991 року), народний самодіяльний хоровий колектив клубу «Ветеран» (керівник Олексій Миленко, звання народного присвоєно 1993 року).
Сприяти розкриттю і розвитку юних талантів покликана Пирятинська школа-гімназія естетичного виховання, у якій навчається близько 300 учнів на 7 відділах. Хореографічному колективу ШГЕВ присвоєно звання «зразковий». Вихованці школи-гімназії беруть активну участь у районних, обласних, всеукраїнських та міжнародних конкурсах та фестивалях, де виборюють призові місця. Також закладами розвитку талантів у дітей у Пирятині є дитячо-юнацька спортивна школа (ДЮСШ), Станція юних техніків (СЮТ), Будинок дитячої та юнацької творчості (БДЮТ).
Осередком збереження і популяризації історії і культури Пирятинщини є Пирятинський краєзнавчий музей, заснований 1967 року.
У місті діє Пирятинське районне історико-краєзнавче товариство (вул. Пушкіна, 47).
Централізована районна бібліотечна система, у склад якої входять центральна районна бібліотека, районна бібліотека для дітей та 27 сільських бібліотек-філій, нараховує книжковий фонд — 314 364 примірники та обслуговує 13 830 читачів (дані на 2006 рік).
Пирятинщина є фестивальним краєм. Щороку на високому рівні проводяться районні фестивалі сімейних та родинних ансамблів, хореографічних колективів, гармоністів та народних музик, вокально-інструментальних ансамблів, молодіжні конкурси в День святого Валентина та «Чарівна Пирятинка».
Традиційною зоною відпочинку пирятинців є Масальський острів на річці Удай.
На честь міста названо київський рок-гурт Пирятин.

## Архітектура
Головною історико-архітектурною пам'яткою Пирятина є діючий собор Різдва Богородиці (1781, нині належить УПЦ МП), який має елементи українського бароко.
Крім того, у Пирятині збереглися окремі історичні будівлі (кінця XIX — початку ХХ століть) громадського і торговельного призначення — переважно цегляного стилю, також з елементами модерну.
Забудова Пирятина радянського часу — типова житлова, як цегляні, так і панельні кількаповерхові будинки.
Серед міської скульптури Пирятина — доби СРСР: пам'ятники і пам'ятні знаки на вшанування подвигу радянського народу у Німецько-радянській війні, погруддя В. М. Ремесла (1982), доби незалежності України: пам'ятник Тарасу Шевченку (1995), пам'ятні знаки воїнам-афганцям і чорнобильцям.

## Пам'ятки
У зведенні пам'яток Пирятинського району записані такі об'єкти:
- Дуб черешчатий — ботанічна пам'ятка природи місцевого значення (природа)
- «Острів Масальський», лісопарк — ботанічна пам'ятка природи місцевого значення(природа)
- «Пирятинський» національний природний парк (природа)
- Археологічний комплекс: Городище, поселення, ґрунтовий могильник. Рання залізна доба, середньовіччя (археол.)
- Поселення І, епоха бронзи (археол.)
- Поселення II, рання залізна доба, середньовіччя (археол., іст.)
- Курганний могильник (археол.)
- Курган І (археол.)
- Курган II (археол.)
- Курган III (археол.)
- Башта водонапірна (1952) (іст.)
- Братська могила радянських військовополонених (1941,1956) (іст.)
- Братська могила радянських воїнів (1943—1944) (іст.)
- Братська могила німецьких воїнів (1918) (іст.)
- Братська могила німецьких воїнів (1918) (іст.)
- Будинок Пирятинського повітового земства (1890) (іст.)
- Будинок пошти, на якому встановлено пам'ятні дошки на честь родини Мокрицьких та ученого, поета Андрузького Георгія Львовича (2009) (іст.)
- Будинок, у якому жив і працював Возний Григорій Феофанович Герой Соціалістичної Праці (1962) (іст.)
- Будинок в якому жив Хітрін Олексій Васильович, архітектор (1916) (іст.)
- Будинок школи, у якій навчався Свинарь Володимир Іванович учасник бойових дій в Афганістані (1914,1988) (іст.)
- Будинок школи, у якій навчалися Герасименко Костянтин Михайлович український поет, та Перетятько Олександр Андрійович учасник бойових дій в Афганістані (1914,1967, 1988) (іст.)
- Гімназії жіночої будинок (1914) (іст.)
- Гімназії чоловічої будинок (1912) (іст.)
- Залізничного вокзалу будинок (1913) (іст.)
- Меморіальна дошка на честь Святогора Анатолія Андрійовича (2008) (іст.)
- Меморіальний комплекс пам'яток періоду громадянської та Великої Вітчизняної воєн (1919—1920,1941 -1943,1978, 2001) (іст)
- Могила Возного Григорія Феофановича, Герой Соціалістичної Праці (1991) (іст.)
- Могила Кулинича Володимира Григоровича (1966) (іст.)
- Могила Свинаря Володимира Івановича учасника бойових дій в Афганістані (1984) (іст.)
- Пам'ятна дошка на честь Григоровича Василя Івановича та Мокрицького Аполлона Миколайовича (2009) (іст.)
- Пам'ятна дошка на честь 237-ї і 309-ї Пирятинських стрілецьких дивізій (1967, 2009) (іст.)
- Пам'ятна дошка на честь Цибаня Петра Федоровича Героя Радянського Союзу (1976) (іст.)
- Пам'ятне місце перебування штабу 117-ї стрілецької дивізії у вересні 1941 р. (іст.)
- Пам'ятний знак воїнам, учасникам бойових дій в Афганістані (іст.)
- Пам'ятний знак жертвам Голодомору 1932—1933 (іст.)
- Пам'ятний знак на честь Героїв Радянського Союзу Пирятинщини (1995) (іст.)
- Пам'ятний знак на честь проведення операції «Френтік» (1994) (іст.)
- Пам'ятний знак на честь учасників ліквідації аварії на Чорнобильській атомній електростанції (2008) (іст.)
- Пам'ятний знак Пирятинській МТС Трактор «Універсал» (1967, 1976) (іст. техніка)
- Пам'ятник Марксу Карлу (1982) (іст.) — демонтований 22.02.2014 р. за рішенням Пирятинської районної ради та громади міста[22].
- Пам'ятник Ремеслу Василю Миколайовичу, двічі Герой Соціалістичної Праці (1982) (мист.)
- Пам'ятник Ульянову (Леніну) Володимиру Іллічу 1974 (іст.) — демонтований 22.02.2014 р. за рішенням Пирятинської районної ради та громади міста[22].
- Пам'ятник Ульянову (Леніну) Володимиру Іллічу (1960) (іст.) — демонтований 22.02.2014 р. за рішенням Пирятинської районної ради та громади міста[22].
- Пам'ятник Шевченку Тарасу Григоровичу (1993) (мист.)
- Різдва Пресвятої Богородиці собор (архітектура)

## Відомі люди
З-поміж визначних діячів вітчизняної науки, техніки і культури та вояків є імена і славетних пирятинців:
- Арцик Іван Пилипович (1896—1921) — писар 5-го куреня 2-ї бригади 4-ї Київської дивізії Армії УНР, Герой Другого Зимового походу;
- Бажан Олег Григорович (1968) — український історик, краєзнавець, дослідник проблем утвердження і функціонування командно-адміністративної системи в СРСР. Кандидат історичних наук (1996). Відмінник освіти України (1997). Член правління Національної спілки краєзнавців України (з 2012);
- Боголюбов Микола Миколайович (1909—1992) — радянський математик і механік, фізик-теоретик, засновник наукових шкіл з нелінійної механіки і теоретичної фізики Академік АН СРСР;
- Боголюбов Микола Михайлович (1872 — репресований 1928—1932) — філософ, богослов. Доктор богослов'я, професор. Батько Миколи, Олексія, Михайла Боголюбових. Священик у с. Велика Круча Пирятинського повіту;
- Боголюбов Михайло Миколайович (1918—2010) — східознавець, доктор філологічних наук, професор Академік РАН;
- Боголюбов Олексій Миколайович (1911—2004) — учений у галузі історії математики й теорії механізмів, професор, член-кореспондент АН УРСР;
- Будзар Марина Михайлівна (нар. 1962) — український вчений у галузі історії України, доцент кафедри історії України Київського університету імені Бориса Грінченка;
- Гамалія Платон Якович (с. Малютинці; 1766—1817) — моряк, капітан-командор (1804), педагог, перекладач, учений, почесний член Петербурзької академії наук (1801), дійсний член Російської академії наук та Вільного економічного товариства (1808); кавалер орденів св. Анни 3-го (1798) і 2-го (1800) ступенів, св. Володимира 3-го ступеня (1811);
- Герасим'юк Ольга Володимирівна (нар. 1958) — український журналіст, ведуча телевізійних програм, телевізійний менеджер, народний депутат України 5-го і 6-го скликань, голова Національної ради з питань телебачення і радіомовлення;
- Григораш Володимир Васильович — підполковник Армії УНР;
- Григорович Василь Іванович (1786—1865) — мистецтвознавець та історик мистецтва, конференц-секретар і професор Петербурзької академії мистецтв, видавець часопису «Журнал изящных искусств»;
- Грязнов Олександр Андрійович (1940-2021) — відомий український письменник, знаний перекладач, насамперед Шекспіра.
- Докторенко Андрій Миколайович (1980) - лейтенант ЗСУ, Герой України.
- Домазар Сергій Федорович (1900—1987) — український письменник, публіцист, перекладач. Справжнє ім'я та прізвище — Сергій Федорович Давиденко. Псевдонім — Іван Сагайда;
- Жига-Резницький Ілля Самійлович (1906—1988) — український організатор кіновиробництва, редактор;
- Залізняк Світлана-Майя (нар. 1963) — українська поетка; член Національної спілки письменників України з 2016 року.
- Кальна Оксана Володимирівна (* 1974) — майстриня художньої кераміки; заслужений майстер народної творчості України.
- Лебедєв Петро Іванович (1885—1943) — вітчизняний геолог, член-кореспондент академії наук СРСР;
- Левченко Гаврило (1879— репресований в 1937) — письменник, голова «Української громади» м. Пирятина 1910-х років.
- Лисуненко Іван Якович (1880 — ?) — український громадський діяч у Маньчжурії, один із засновників Українського клубу в Харбіні (1907)
- Лисуненко Петро Якович (1888 — ?) — український громадський діяч у Маньчжурії, один із засновників Українського клубу в Харбіні (1907), провідний діяч Української Національної Колонії в Харбіні (1935—1945)
- Литвиненко Сергій Григорович (1899—1964) — український скульптор, хорунжий Армії УНР. Автор надгробка Івана Франка на Личаківському цвинтарі у Львові
- Максимович Іван (1679—1745) — живописець-монументаліст;
- Мокрицький Аполлон Миколайович (1810—1870) — український живописець і педагог, академік мистецтв, професор Московського училища живопису, скульптури та архітектури;
- Попович Олешко — легендарний богатир часів Київської Русі;
- Олійник Іван Анатолійович (1993—2014) — солдат Збройних Сил України, учасник російсько-української війни;
- Писемський Григорій Федорович (1862—1937) — український акушер-гінеколог;
- Ремесло Василь Миколайович (1907—1983) — український радянський вчений в галузі селекції та насінництва пшениці. Академік АН СРСР (з 1974 року) і ВАСГНІЛ (з 1964 року). Член-кореспондент Академії сільськогосподарських наук НДР (з 1974 року). Доктор сільськогосподарських наук (з 1964 року). Член ЦК КПУ в 1966—1983 роках. Депутат Верховної Ради УРСР 6—10-го скликань;
- Сеньковський Микола Іванович (1893-?) — український фотограф, автор першої фотометричної панорами Чорногірського хребта, володар гран-прі Міжнародної європейської фотовиставки (Париж, 1931 рік);
- Стеценко Олександр Олексійович (1949) — генерал-полковник, командувач військами Протиповітряної оборони України (1996—2000), перший заступник Міністра оборони України (2004—2005);
- Стрельцов Юрій Петрович (1973—2015) — старший солдат Збройних сил України, учасник російсько-української війни;
- Сухомозький Микола Михайлович (*1950) — письменник, афорист, журналіст, дослідник-енциклопедист. Лауреат IX Всеукраїнського рейтингу Книга року 2007;
- Швецов Костянтин Іванович (1913—1978) — кандидат фізико-математичних наук, директор Станіславського педагогічного інституту (1950—1953).
- Шишацький Віктор Борисович (1972 — 2009) — кандидат географічних наук, доцент Київського національного університету імені Тараса Шевченка, український соціо-економіко-географ;
- Шляхтич Олександр Валентинович (1981—2014) — солдат Збройних Сил України, учасник російсько-української війни.

## Галерея

Монумент
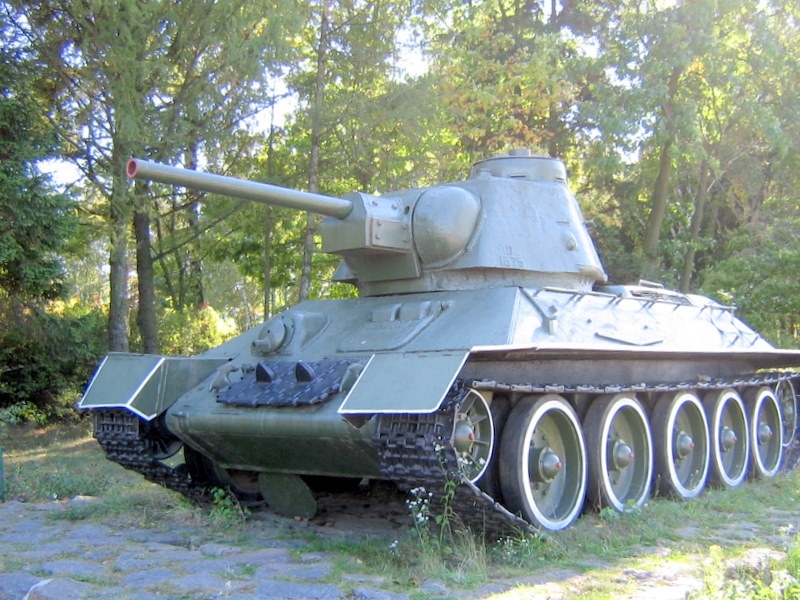
Т-34
Міні-маркет на Соборній вулиці
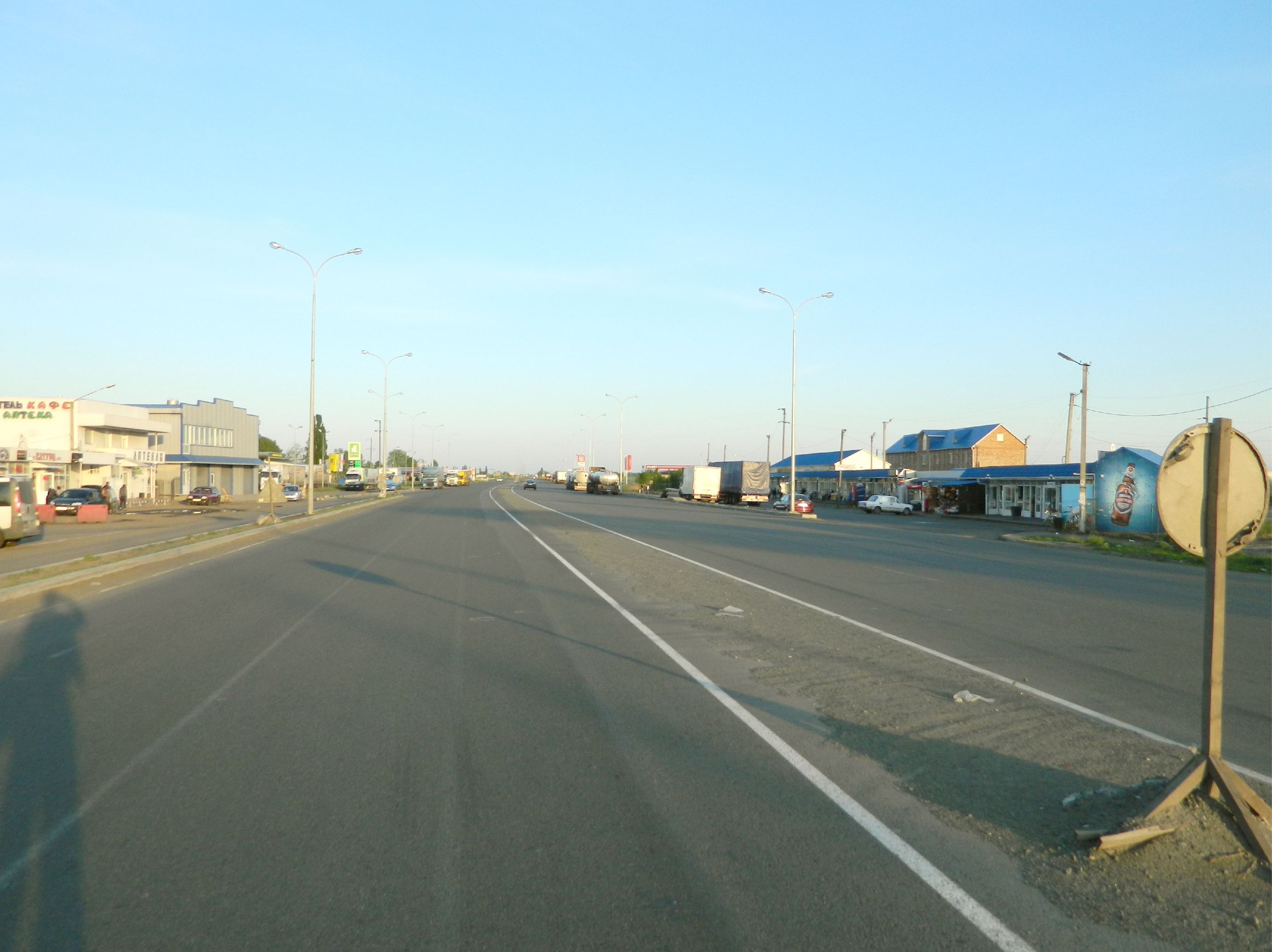
Автошлях М 03 біля автостанції
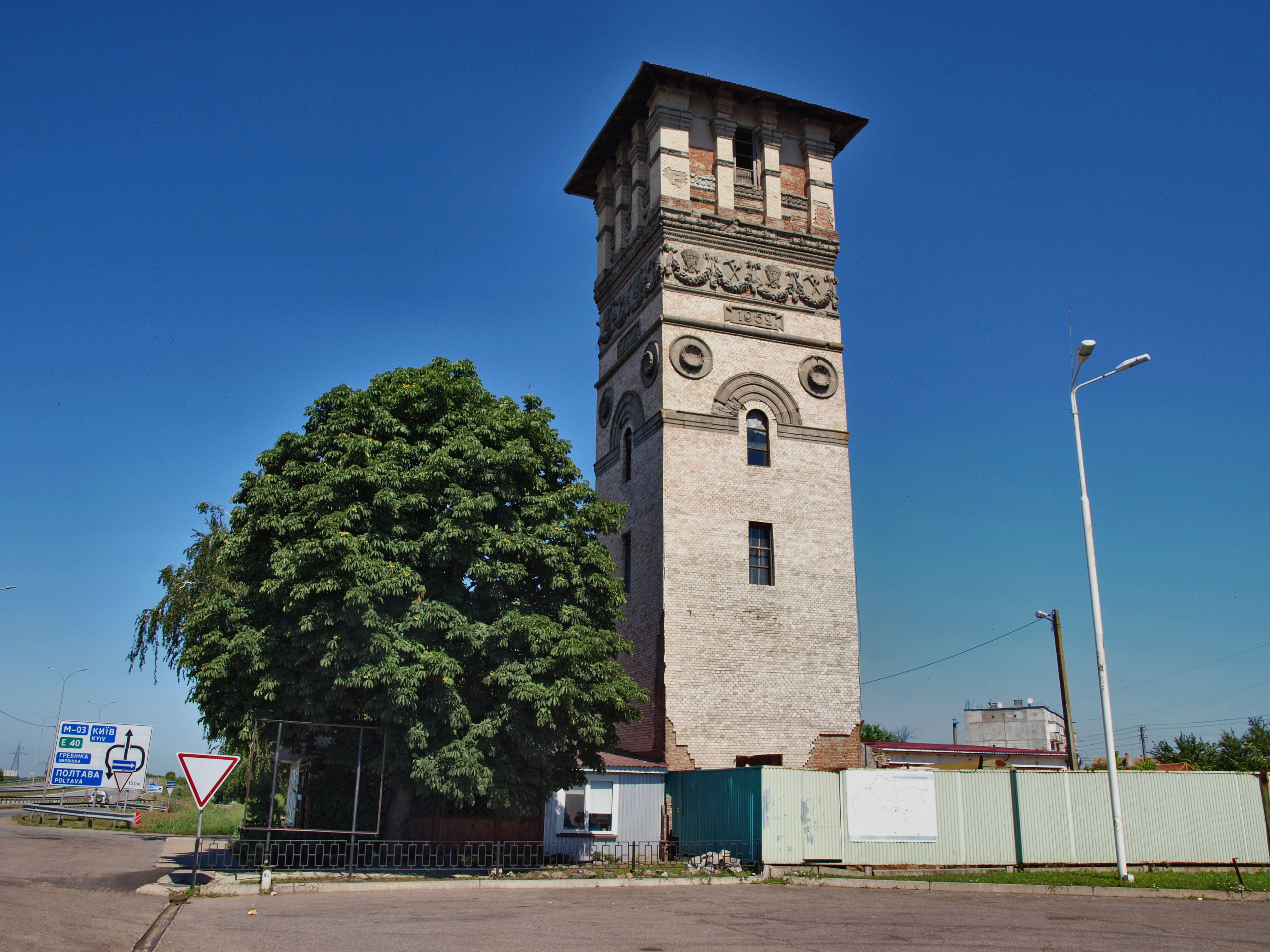
Водонапірна башта
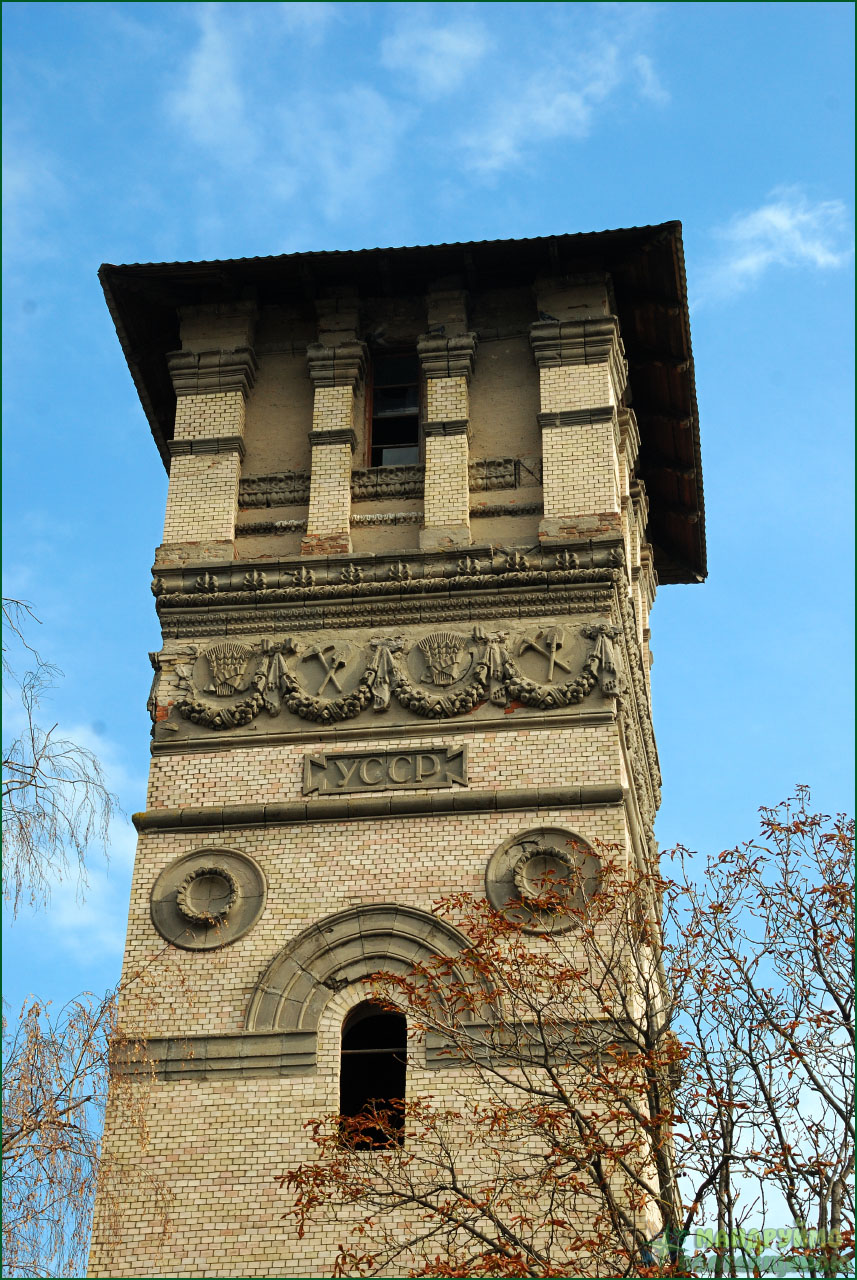
Водонапірна башта
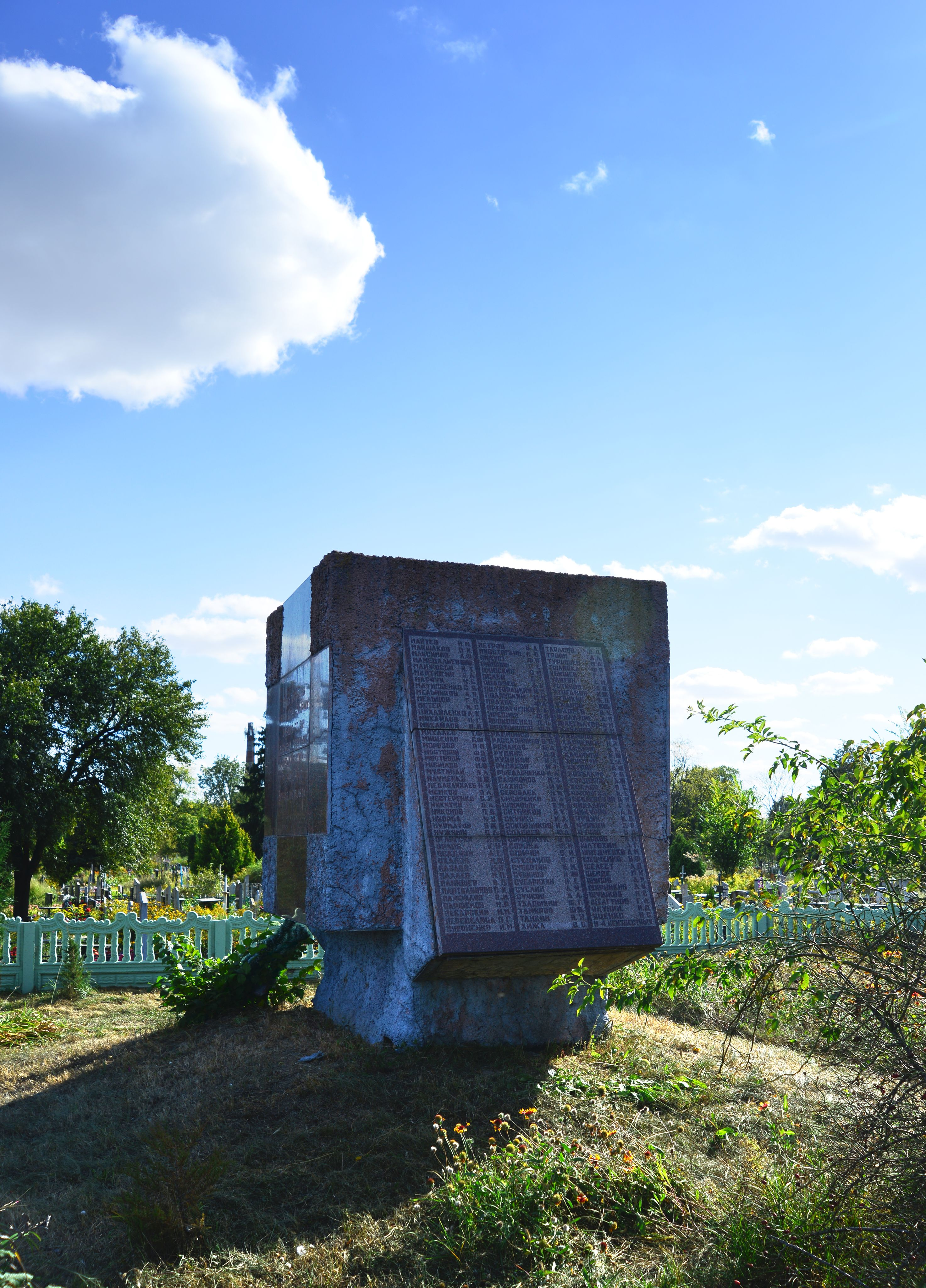
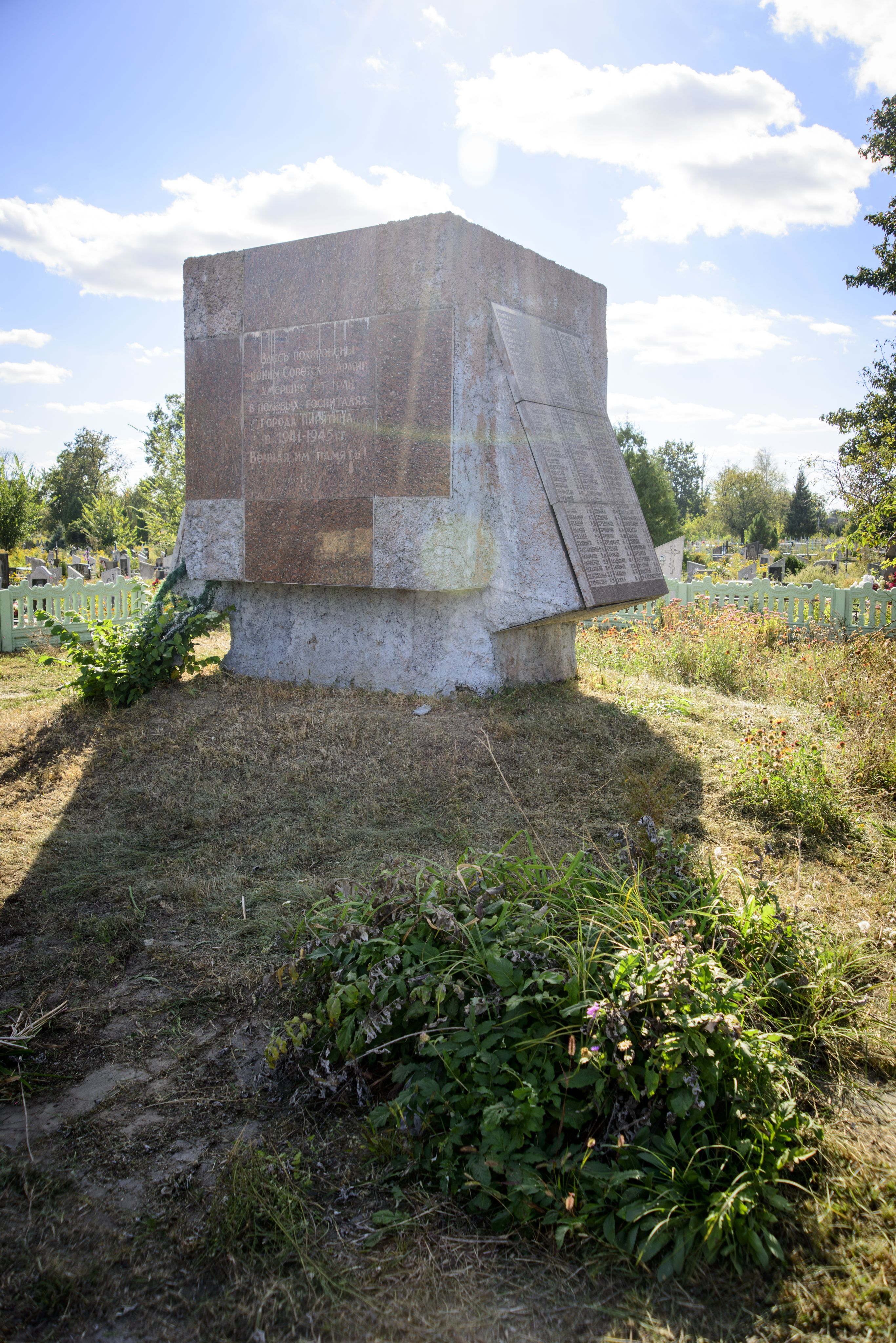
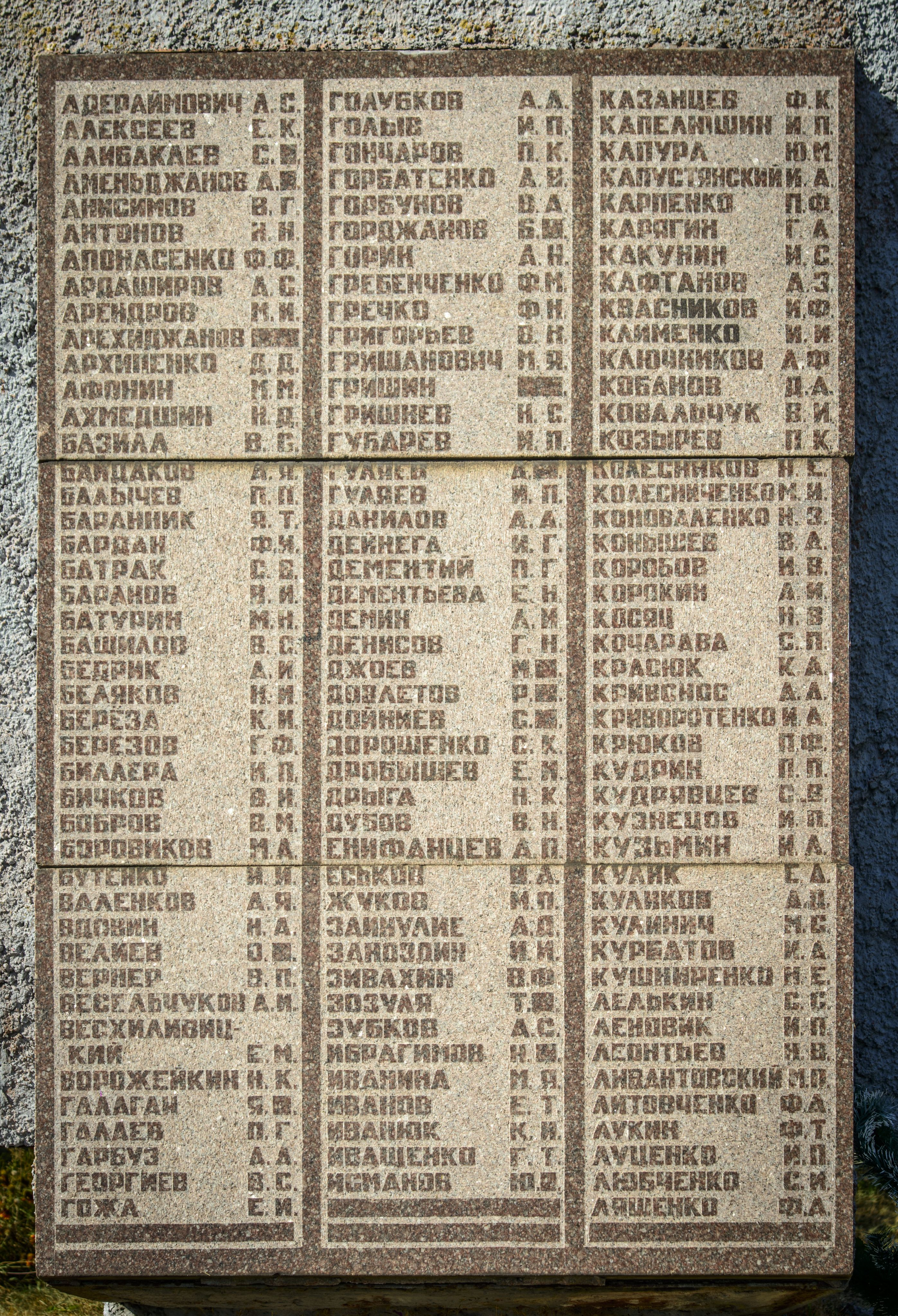
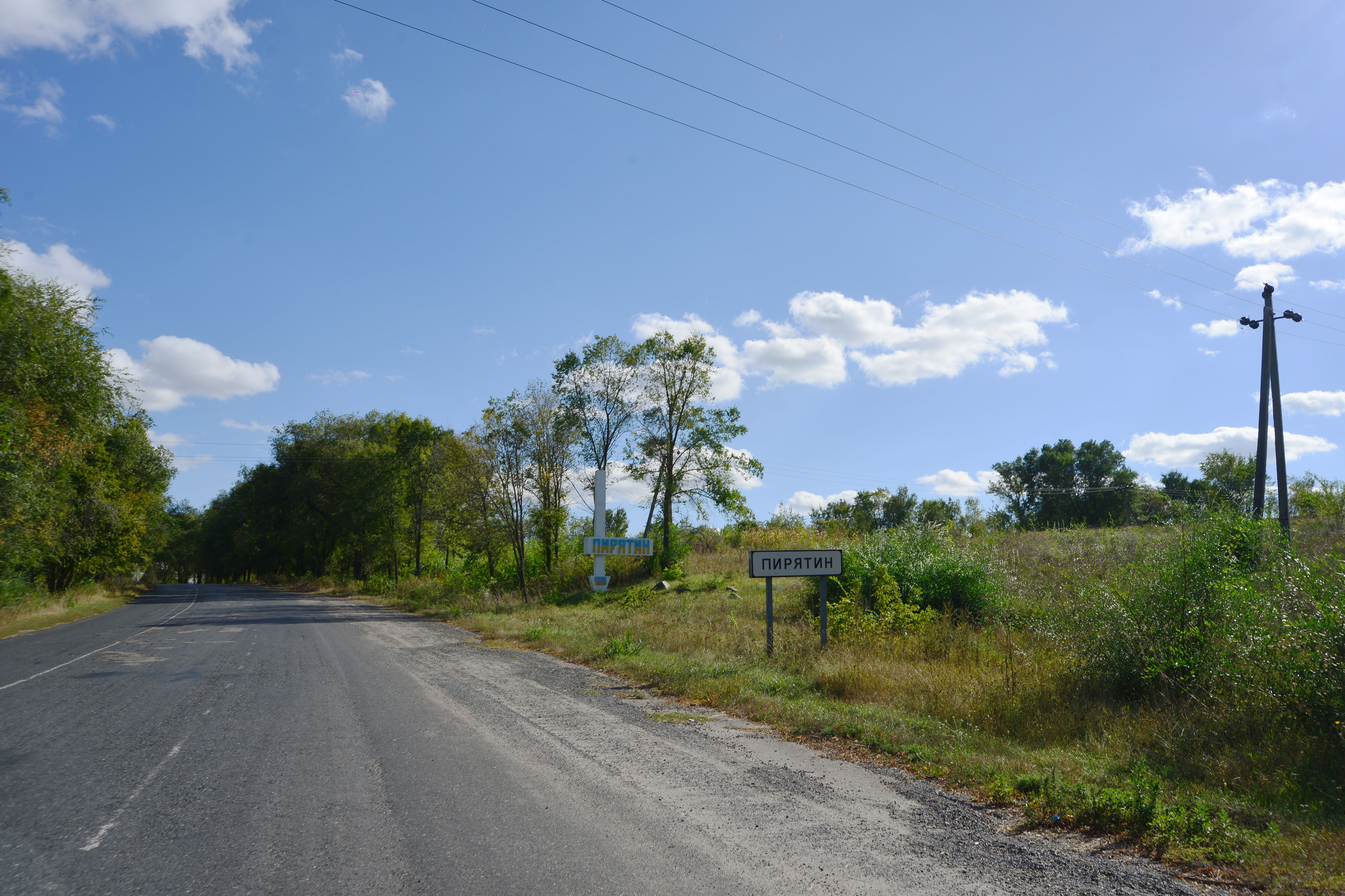
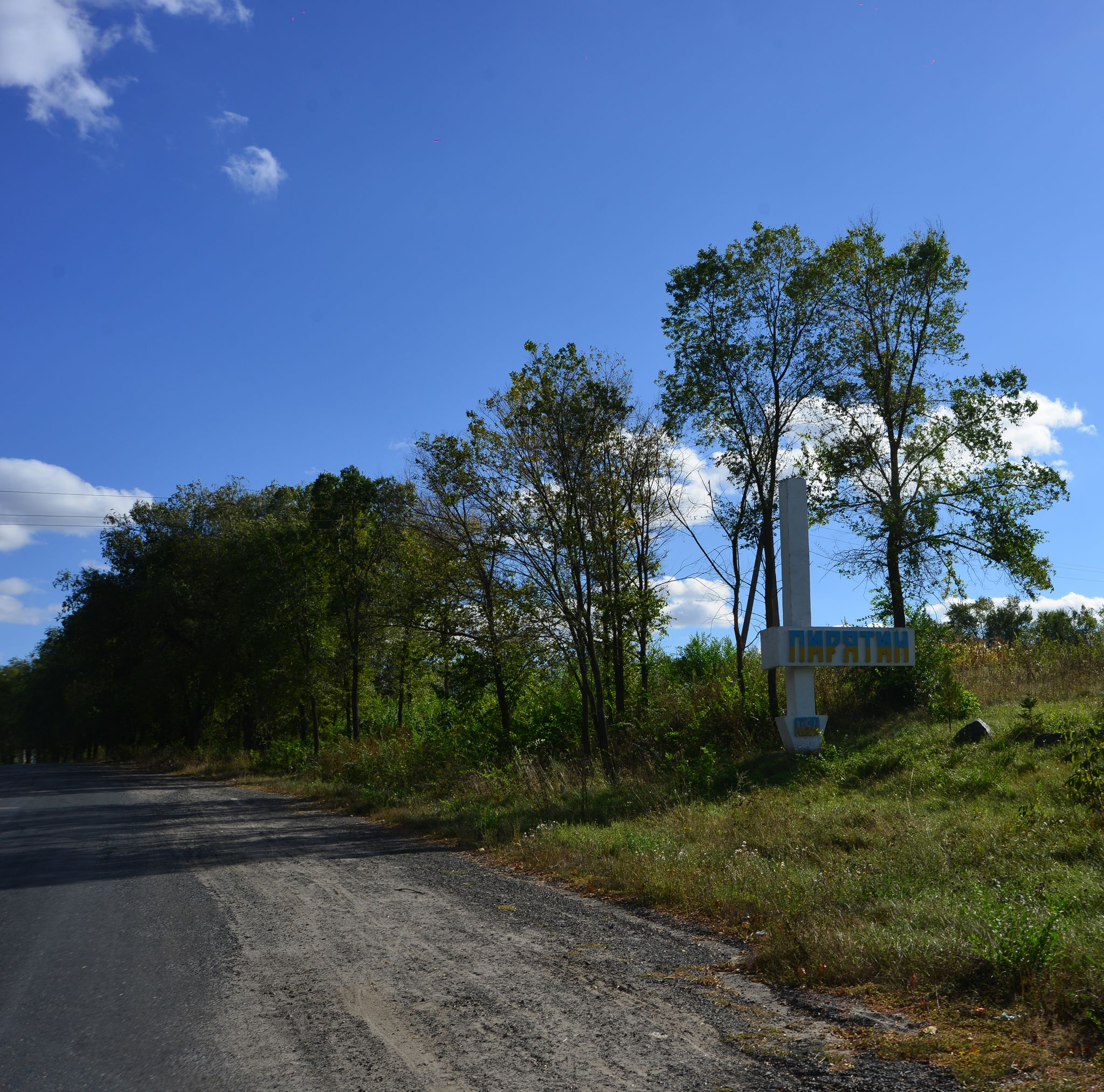
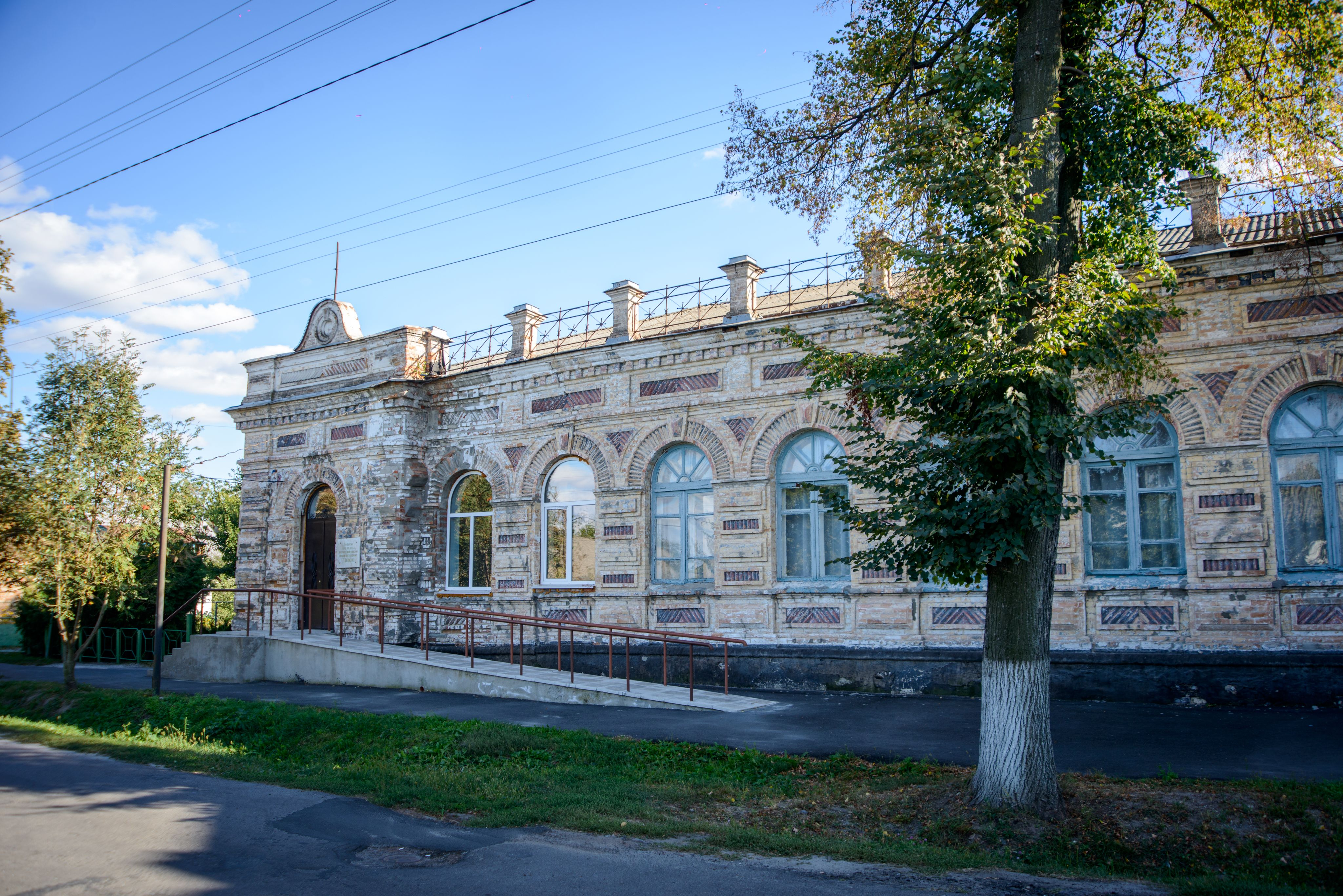
Будинок дитячої та юнацької творчості
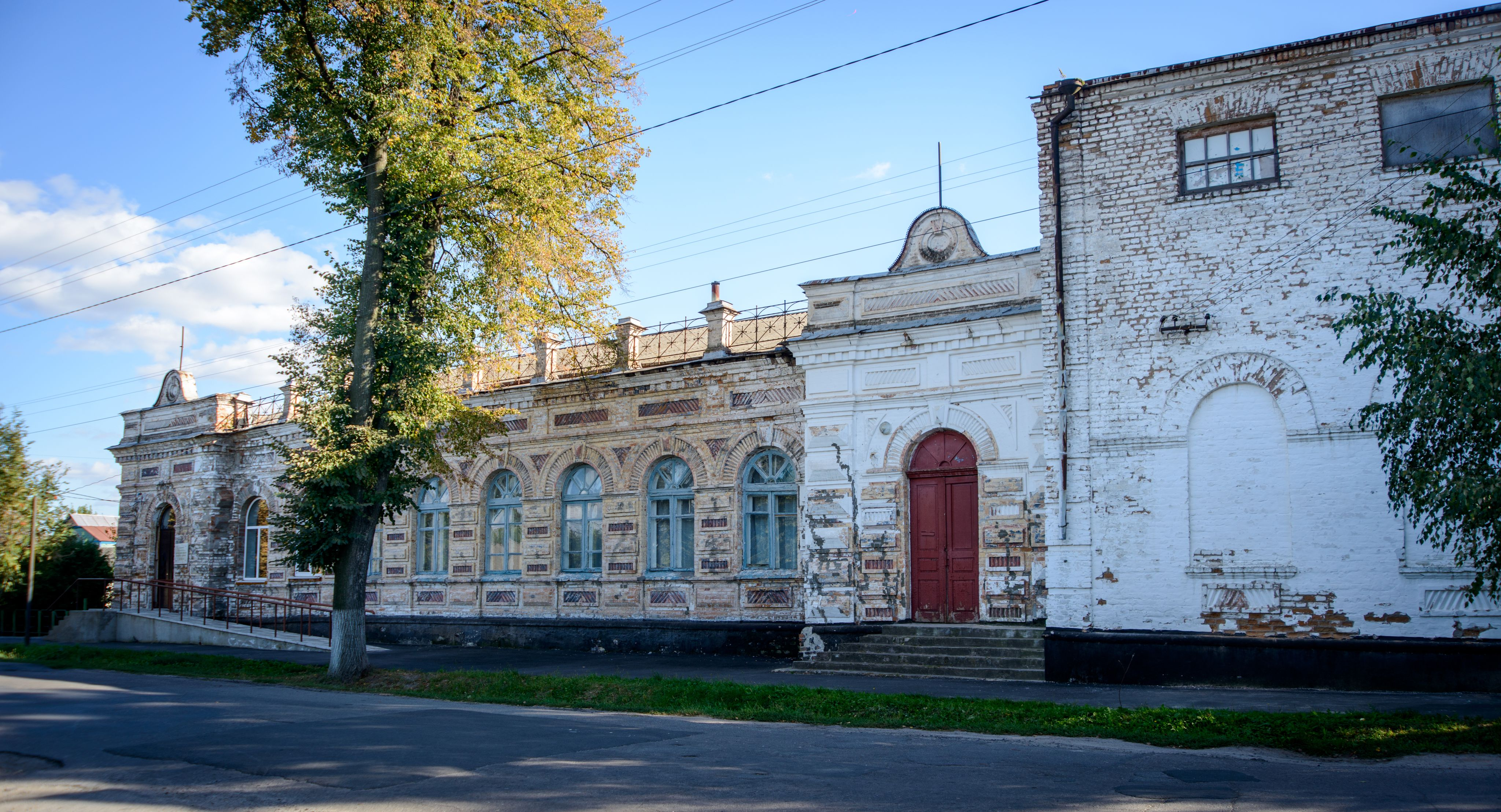
Будинок дитячої та юнацької творчості